# Más Chic
Más Chic é um canal de televisão por assinatura latino-americano de origem argentina que opera para a América Latina e a comunidade hispânica nos Estados Unidos.
O conteúdo do canal é voltado a mulheres, donas de casa e decoradores. Surgiu como resultado da mudança de nome do sinal anterior, Casa Club e Canal Ella, nome que recebia nos Estados Unidos e em Porto Rico.
Atualmente o canal mantém os mesmos conteúdos do sinal anterior, e incluiu novos segmentos e programas dedicados à mulher moderna.
O canal emitiu em Portugal no MEO até 2024.